# You Must Love Me
"You Must Love Me" é uma música gravada pela cantora estadunidense Madonna. Foi composta por Tim Rice e Andrew Lloyd Webber para a adaptação cinematográfica do musical Evita (1978), baseado na vida da política da política argentina Eva Perón. A empresa Warner Bros. Records lançou em 29 de outubro de 1996 como o primeiro single da trilha sonora do filme. Depois de vários anos sem trabalhar juntos devido a seus projetos individuais, Webber e Rice criaram um novo tema para o filme, esperando uma indicação ao Oscar na categoria de Melhor Canção Original. Segundo Webber, o objetivo era mostrar o estado emocional de Eva na época, bem como seu relacionamento com o marido, Juan Domingo Perón.
Madonna, que interpretou Eva, tentou mudar a letra para criar um retrato compassivo de Perón, mas não teve sucesso. Ela também passou por seis meses de treinamento vocal com a professora Joan Layder, porque o filme exigia que os atores cantassem suas próprias partes. "You Must Love Me" possui instrumentos como violoncelo e piano, que acompanham a voz do artista. Após sua publicação, recebeu comentários positivos de críticos de música e jornalistas, que destacaram a dedicação e capacidade vocal de Madonna. Além disso, ele ganhou o Globo de Ouro e o Oscar de Melhor Canção Original em 1997.
Do ponto de vista comercial, estava entre as dez primeiras posições nas listas da Finlândia, Itália e Reino Unido. Nos Estados Unidos, alcançou o número 18 na tabela Billboard Hot 100 e recebeu certificações de ouro pela Recording Industry Association of America (RIAA), por comercializar 500,000 cópias físicas no país. Para promover o single, foi feito um videoclipe dirigido por Alan Parker, intercalando cenas do filme. Ele foi apresentado por Madonna no 69.ª Oscar e em sua Sticky & Sweet Tour, realizada em 2008 e 2009.

## Antecedentes e desenvolvimento

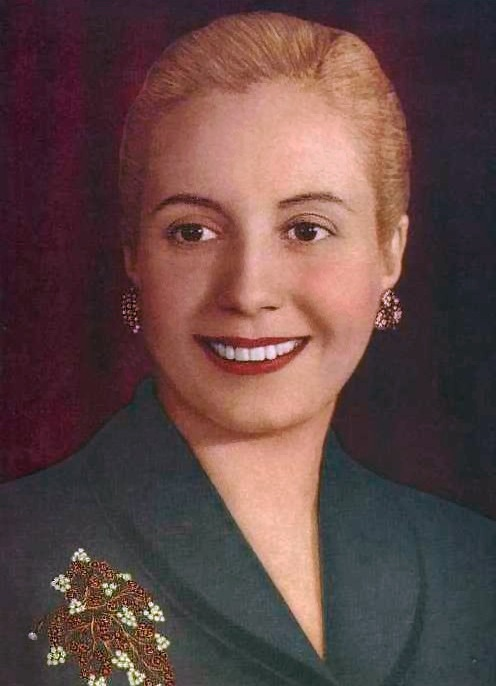
Em 1996, Madonna estrelou o filme Evita no papel principal da política Eva Perón (imagem).

Em 1996, Madonna estrelou o filme Evita no papel de Eva Perón, a Chefe Espiritual da Nação e primera dama de Argentina. Ela sempre quis interpretar Eva e até escreveu uma carta de oito páginas para o diretor Alan Parker, explicando o quão perfeita ela seria para o papel. Depois de ganhar o papel, ela passou por um período de seis meses em treinamento vocal com a professora Joan Lader. Como Evita exigia que os atores cantassem suas próprias partes, o treinamento a ajudou a aumentar sua confiança nas músicas. Lader observou que a cantora "tinha que usar sua voz de uma maneira que nunca havia usado antes. Evita é um trabalho musical real, é operístico, em certo sentido. Ela desenvolveu um alcance mais alto que ela não sabia que tinha". Madonna compartilhou esta opinião e acrescentou: "Minha treinadora vocal, Deus abençoe ela, me deu confiança. Desde o início, ela me disse: "Você fará isso e fará bem". Mas eu estava com medo. Para a técnica, ele a ensinou a cantar usando o diafragma em vez de apenas a garganta, permitindo que ela projete sua voz de uma maneira mais coesa.
"You Must Love Me" foi composto por Tim Rice e Andrew Lloyd Webber, que se reuniram para Evita após dez anos de separação devido a seus projetos individuais. Criado especificamente para o filme, continha material novo e era elegível para uma indicação ao Oscar, na categoria Melhor Canção Original. Madonna chamou a sua música favorita e lembrou que a ideia de "You Must Love Me" veio quando Parker reorganizou o final do filme do musical original, na esperança de se reunir Arroz e Webber para criar novas músicas. O diretor queria uma música que enfatizasse a relação "estranha e complexa" entre Perón e Evita, já que ninguém no musical expressou isso. Portanto, quando ela conheceu Webber em Berkshire, ele começou a tocar uma melodia no piano e sugeriu que talvez fosse a nova música do longa-metragem; Rice depois escreveu a letra. Segundo Webber, a principal inspiração foi mostrar o estado emocional de Eva na época, bem como seu relacionamento com o marido, Juan Domingo Perón: "Eva está morrendo e ela sabe disso. Um dos motivos pelos quais ele está dizendo "Você deve me amar" está fora de desespero. Também diz: "Você deve me amar, porque sempre deve me amar", então é um jogo de palavras, suponho, que Tim Rice compôs".

## Gravação e lançamento
As gravações das músicas da trilha sonora foram gravadas nos estúdios da CTS em Londres em outubro de 1995, com a participação vocal das co-estrelas do filme; Madonna, Antonio Banderas, Jonathan Pryce e Jimmy Nail. No entanto, surgiram problemas quando ela não se sentia à vontade trabalhando com um "guia vocal" ou uma orquestra de 84 músicos no estúdio simultaneamente, já que ela costumava cantar em uma faixa pré-gravada e não tinha músicos ouvindo. Além disso, ao contrário das trilhas sonoras anteriores, não tinha controle sobre o projeto; A esse respeito, ela declarou: "Estou acostumada a compor minhas próprias músicas e ir ao estúdio, escolher músicos e dizer o que soa bem ou não. Trabalhar em 46 músicos com todos os envolvidos e não ter nada a dizer foi uma grande mudança. Foi difícil entrar, derramar minhas entranhas e depois dizer: "Faça o que quiser com ele". Foi realizada uma reunião de emergência entre Parker, Lloyd Webber e Madonna, onde foi decidido que ele gravaria sua parte na Whitfield Street, um estúdio mais contemporâneo, enquanto a orquestração ocorreria em outro lugar. Além disso, ele também tinha dias alternados de gravação para cuidar e fortalecer sua voz.
Nos Estados Unidos, "You Must Love Me" foi lançado no rádio em 9 de outubro de 1996 como o primeiro single de Evita, sob a distribuição da Warner Bros. Records. No dia 29 desse mês, um CD single foi lançado devido à demanda do público pela música. Naquele país, era também para venda no cassete e do disco de vinil de 7" com "Rainbow High" da trilha sonora, como o lado B. Na Europa e na Austrália, um maxi single foi lançado em CD em 23 de outubro e incluiu as duas músicas mencionadas acima, além de "I'd Be Surprisingly Good For You", em colaboração com Jonathan Pryce. O CD, lançado nos dois territórios quatro dias depois, apresentava "You Must Love Me", "Rainbow High" e uma versão orquestral da primeira faixa.

## Composição
"You Must Love Me" começa com o som de uma orquestra e um piano, enquanto Madonna canta as primeiras linhas. A letra detalha como Eva descobre que seu marido realmente a amava o tempo todo e que ele não apenas a via como apoio político. Quando a faixa foi apresentado a cantora, ela reagiu negativamente porque queria retratar Perón como uma figura compassiva, e não como uma "manipuladora astuta" como o personagem Parker tinha em mente. Ela também estava preocupada com sua própria imagem e conseguiu modificar muitas partes do script. Rice recusou-se a mudar a letra, mas reescreveu sua instrumentação cinco ou seis vezes; A esse respeito, ele declarou: "Lembro de trazer a letra para Madonna e ela estava tentando mudá-la ... A cena pode ser interpretada de maneiras diferentes, mas minha letra permaneceu, graças a Deus!".
Outros instrumentos utilizados incluem o violoncelo, tocado por uma orquestra ao vivo. À medida que a música avança para o refrão, o som do piano para e o violoncelo aparece enquanto Madonna canta "No fundo do meu coração, eu estou escondendo / Coisas que eu desejo dizer / Medo de confessar o que eu estou sentindo / Assustada que você vai escapar"; naquele momento, o piano e a orquestra retornam novamente. Prossiga da mesma maneira na segunda estrofe e aos poucos a música desaparece. De acordo com a partitura publicada no Musicnotes-lo por Universal Music Publishing Group, está definido em um compasso de 4/4 com ritmo de 92 batidas por minuto. É composto na clave de si♭ maior e o vocal da cantora se estende desde a nota sol 3 para se ♭ 4 . Siga a progressão harmônica de sol3 a si♭4 na introdução, Em seguida, mudar para se si♭—mi♭/si♭—fá/si♭—si♭—mi♭/si♭—fá/si♭ no primeiro verso, "Onde vamos a partir daqui?" E, posteriormente, si♭7—mi♭—dó menor7—fá11—fá quando Madonna recita "Isso aqui não é onde nós pretendíamos estar / Tínhamos tudo, você acreditou em mim / eu acreditei em você".

## Análise da crítica
No geral, "You Must Love Me" recebeu análises positivas de críticos de música e jornalistas. Em um comentário muito favorável, Greg Kot, do Chicago Tribune, classificou-a como uma das melhores faixas de Webber e Rice, observando que a música era "um exemplo raro de eufemismo com sua escassa instrumentação, concisão e letras sutis". Além disso, ele enfatizou que Madonna estava no seu melhor e era a interpretação "chave" do lado "mais íntimo" de Evita. Greg Morago, de Hartford Courant, observou que a balada lhe dava "muito significado" à medida que a vida de Evita desaparecia. Na sua opinião sobre o filme, Janet Maslin, do New York Times observou que a faixa era "tão adequado para casamentos quanto para países da América do Sul" e Neil Strauss, do Herald Journal, afirmou que Madonna "lembrava o passado com elegância" em "You Must Love Me". Peter Keough, do Boston Phoenix, escreveu que era uma "despedida dolorosa que dissipa a ilusão de um romance de conveniência para revelar o inevitável amor e tragédia que há por baixo". Larry Flick da Billboard chamou"um grande evento musical" e um "agridoce e silenciosamente teatral balada [feita] especialmente para Madonna". Teresa Huang, da The Tech disse que era um "belo acréscimo à música já poderosa" e que seu significado "comovente" fica claro quando visto no contexto do filme".
David Browne da Entertainment Weekly, dando-lhe um "B" e mencionando que ele não era "Live to Tell" (1986) o "Take a Bow" (1994), mas esta "jóia elegante e simples de Evita é claramente planejada promover o filme e sua nova imagem adulta e matriarcal". A voz de Madonna recebeu críticas favoráveis dos críticos. J. Randy Taraborrelli , em sua biografia da cantora, escreveu: "Quem pode negar que a voz dela tem uma presença extraordinária e inconfundível quando ouvida durante "You Must Love Me"?". Lucy O'Brien, autor de Madonna: Like a Icon, apreciou a inclusão da música na trilha sonora e encontrou o "pathos" em sua voz. Kathleen Guerdo da  Billboard disse entregando o que é, de longe, "uma das performances vocais mais fortes de sua carreira" e "confortavelmente" escala as exigentes notas altas de soprano "enquanto a preenche com uma emoção delicada e comovente". Annie Zaleski, da revista Spin, declarou que sua performance na trilha sonora havia demonstrado seu "crescimento astronômico como vocalista", citando "argumentos frágeis" em "You Must Love Me" como exemplo. Jornalista do Bangor Daily News, disse que sua voz tremia e doía, apesar da letra "insípida".
Richard Harrington, do Washington Post, o considerado, juntamente com "Your Little Body's Breaking Down" como "boas baladas, e Stephen Thomas Erlewine, de Allmusic, senti que, mesmo com suas falhas, "Evita tem seus méritos, incluindo a balada "Stephen Thomas Erlewine, de Allmusic". Jack Schillaci, do The Michigan Daily, elogiou a compaixão e a emoção da música e a destacou como um dos melhores momentos do álbum. JD Considine doBaltimore Sun, disse que era uma das "ótimas músicas" do álbum e que "claramente" pretendia dar a Madonna o single que seus fãs e gravadora esperavam. Em sua resenha do filme, Octavio Roca, do San Francisco Chronicle, afirmou que especialmente em "You Must Love Me", a "presença brilhante" do artista na tela funcionava perfeitamente. Barbara Shulgasser, do mesmo jornal, foi menos positiva e reprovado de composição, para dizer que "Rice escreve letras preguiçosas e estúpidas que não fazem nenhum esforço para corresponder aos ritmos da música". Peter Travers da Rolling Stone também foi menos positivo para a canção e escreveu a revista que é uma música que "pede simpatia".

### Agraciamentos
"You Must Love Me" ganhou o Globo de Ouro de Melhor Canção Original na 54ª Cerimônia, realizada em 19 de janeiro de 1997. Dois meses depois, ela foi premiada na mesma categoria durante a 69ª edição do Oscar. A associação Online Film & Television e os Prêmios Satellite a honraram na mesma categoria em suas primeiras edições em 1996 e 1997, respectivamente. Em fevereiro de 2015, Andrew Unterberger, a revista Spin a classificou em 69º na lista de todas as músicas vencedoras do Oscar. Na sua opinião, ele observou que quando Webber e Rice compõem uma música", ela combina o entusiasmo do pop por satisfazer o desejo da Broadway de emoção e esforço humano através da música". No entanto, ele observou que "You Must Love Me" era percebido mais "como uma pausa do que como uma propulsão". A estação de rádio M80 considerava-a uma das dez melhores da história da Academia. Além dos reconhecimentos anteriores, ele apareceu em várias listas das melhores músicas de Madonna. Por exemplo, Sarah Afshar, da empresa AXS considerou sua décima melhor música e afirmou que a "poderosa balada pop" provou que ele era uma "estrela mundial" e a razão pela qual ele ganhou o Globo de Ouro de melhor comédia ou atriz musical por Evita. Louis Virtel, da NewNowNext, a incluiu no 98º lugar dos 100 melhores artistas e observou que ela era mais notável, paradoxalmente, como uma "vitrine", tanto pela frieza de Madonna quanto por sua "surpreendente vulnerabilidade". Don Chareunsy, do Las Vegas Sun, a escolheu entre as dez melhores músicas e chamou a balada de "comovente".
Em comemoração aos 60 anos de Madonna, Chuck Arnold, da Entertainment Weekly, o classificou em 43º lugar em seus 60 melhores singles e chamou de "majestoso e discretamente insistente". Jude Rogers, do The Guardian, o colocou em quinquagésimo lugar na contagem de todos os 78 singles da cantora; Ele chamou sua melhor performance no filme e destacou o "desespero chocante em sua voz". Na mesma lista, compilada pela equipe editorial da Slant Magazine, ficou em 74; Em uma opinião mista, Eric Henderson, um dos autores do artigo, afirmou que "se "You Must Love Me" que ele falha em aceitar a desonra de ser classificado como o pior single da trilha sonora, ele certamente repreende que toda a sua existência absurda era simplesmente impulsionar Andrew Lloyd Webber para muito mais perto de uma trilha sonora. Em "O Ranking Definitivo dos Singles de Madonna", Matthew Jacobs, do Huffington Post, classificou-o em 61 e escreveu que o treinamento vocal da cantora tinha valido a pena "nesta serenata soprano", no entanto, a música" não contribui fora do filme". De um total de 53 faixas, Mark Graham do VH1 o selecionou como o 35º mais destacado da artista, e apareceu no décimo segundo lugar das 15 músicas essenciais da carreira de Madonna, realizada pelo Terra Networks. Finalmente, em fevereiro de 2013, Matthew Rettenmund, autor da Encyclopedia Madonnica, incluiu-o na posição 98 de "A Percepção Imaculada: Todo os Singles de Madonna, do Melhor ao Pior", uma lista das 221 faixas gravadas pela artista desde seus primeiros inícios em 1980 até então.

## Videoclipe e apresentações ao vivo

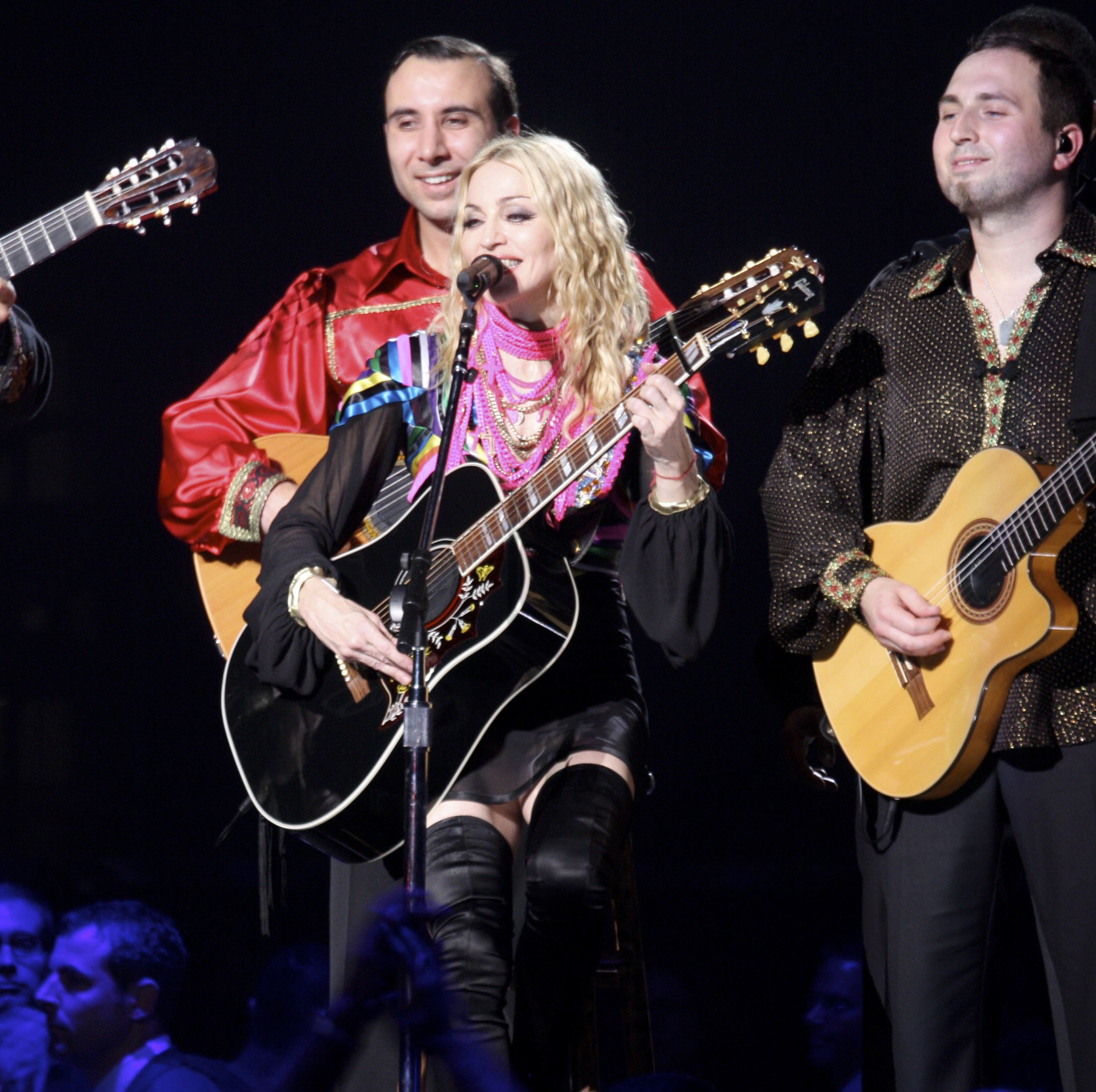
Madonna performando "You Must Love Me" durante a Sticky & Sweet Tour (2008–09).

O videoclipe foi dirigido por Parker e Madonna canta a música em uma pequena sala de concertos clássicos; é intercalado com imagens e cenas do de Evita. Quando estava no oitavo mês de gravidez da filha, Lourdes María, sua barriga permaneceu escondida atrás de um piano. O vídeo apareceu como um extra na edição Blu-ray do filme, lançado em 19 de Junho de 2012 para comemorar o 15º aniversário de seu lançamento. Michael Reuben, do site Blu-ray.com, comentou que "tem a virtude de ser concebido e filmado de uma maneira simples". Em homenagem ao aniversário de 55 anos de Madonna em 2013, Louis Virtel, do NewNowNext, classificou-o em 52º dos seus 55 melhores videoclipes, comentando que era uma "tristeza vencedora do Oscar". Por outro lado, Justin Ravitz, do Vulture, considerou o seu terceiro pior vídeo, comentando que ele parece estar "a duas horas do nascimento do bebê Lourdes. É por isso que talvez ela tenha essa expressão de dor no rosto enquanto se esconde atrás de um piano de cauda adornado com lustres, um violoncelista solene atrás dela e cenas em abundância do filme para — inutilmente! — nos distrair".
Em 24 de março de 1997, Madonna apresentou a música no 69º Oscar; Para a ocasião, ela usava um vestido sem alças de Christian Dior. De acordo com o coreógrafo Otis Sallid queria para retratar a cantora em uma forma reservada, portanto, o palco estava acompanhado apenas por um piano à sua esquerda e um refletor sobre ela. A crítica de cinema Carrie Rickey, do jornal The Philadelphia Inquirer, opinou que ela fez uma "apresentação discreta da questão". Madonna não a apresentou a canção novamente até sua Sticky & Sweet Tour, (2008-09), onde fez parte do terceiro segmento da mostra, com um tema cigano. Aparecendo no palco usando um vestido preto, projetado pelo escritório de Givenchy, com fitas coloridas ao redor de seu pescoço e meias pretas. A performance consistia em uma versão acústica enquanto tocava violão sentado em um banco; Uma banda romena de quatro músicos a acompanhou tocando violino e violão e cenas do filme foram mostradas nas telas de fundo. Sua voz tem um feedback positivo por parte da imprensa. É o caso de Scott Cronick, da The Press of Atlantic City, que apontou que ele mostrou suas habilidades vocais, e Matthew Palm, do jornal Orlando Sentinel, que disse que "isso mostra que sua voz nem sempre precisa de vários truques chamativos". Em analogia, o crítico Joey Guerra, em sua revisão para oHouston Chronicle, descreveu -o como "emocional". Ricardo Baca, do Denver Post, escreveu que parecia "corajoso" e o desempenho foi "preciso e maravilhoso com seu acompanhamento de cordas". Nos shows realizados em Buenos Aires, ela também cantou "Don't Cry for Me Argentina". As apresentações de ambas as músicas foram posteriormente incluídas no álbum ao vivo Sticky & Sweet Tour, que foi filmado naquela cidade.

## Créditos
- Madonna –  vocais, mixagem
- Tim Rice – composição
- Andrew Lloyd Webber – composição, produção
- Alan Parker – produção
- Nigel Wright – produção, mixagem
- David Reitzas – mixagem
- John Mauceri – maestro
- David Caddick e Mike Dixon – maestros adicionais

Créditos adaptados das notas principais do álbum.

## Faixas e formatos
| CD single americano / 7" / fita cassete |                                  |         |  |
| N.º                                     | Título                           | Duração |  |
| 1.                                      | "You Must Love Me"               | 3:09    |  |
| 2.                                      | "Rainbow High" (versão do álbum) |         |  |

| CD single |                                       |         |  |
| N.º       | Título                                | Duração |  |
| 1.        | "You Must Love Me" (versão do single) | 3:09    |  |
| 2.        | "Rainbow High" (versão do álbum)      | 2:27    |  |
| 3.        | "You Must Love Me" (versão orquestal) | 4:28    |  |

| Maxi single |                                                                                              |         |  |
| N.º         | Título                                                                                       | Duração |  |
| 1.          | "You Must Love Me"                                                                           | 3:09    |  |
| 2.          | "Rainbow High" (versão do álbum)                                                             | 2:27    |  |
| 3.          | "You Must Love Me/I'd Be Surprisingly Good for You" (versión orquestal) (con Jonathan Pryce) | 4:28    |  |

## Recepção comercial
Nos Estados Unidos, "You Must Love Me" foi veiculada no rádio em 9 de outubro de 1996. Foi recebida com uma resposta positiva, conquistando 118 rotações na primeira semana e estreando no número 55 na parada Hot 100 Airplay.Ele estreou no Billboard Hot 100 no número 22 na semana de 14 de novembro de 1996, chegando finalmente ao número 18 após duas semanas. Classificou -se no número 99 na tabela de final de ano em 1997. Segundo a Billboard, "You Must Love Me" foi o quarto single de estreia de Madonna em sua carreira, depois de "You'll See" (número 8 em 1995), "Erotica" (número 13 em 1992) e "Rescue Me" (número 15 em 1991) Foi também a maior colaboração entre Webber e Rice desde a versão de Helen Reddy de "I Don't Know How to Love Him", que alcançou o número 13 em 1971. Ela acabou recebendo uma certificações de ouro pela Recording Industry Association of America (RIAA) em 22 de outubro de 1998, pela comercialização de 500,000 unidades. No Canadá, atingiu o pico de número 11 na semana de 16 de dezembro de 1996. Ele esteve presente por um total de 14 semanas na tabela.
No Reino Unido, a música atingiu o pico do número 10 na UK Singles Chart na semana de 2 de novembro de 1996 e esteve presente no top 100 por um total de 9 semanas. Segundo a Official Charts Company, a música havia vendido 90,428 cópias em agosto de 2008 lá. Na Austrália, "You Must Love Me" alcançou o número 11 no ARIA Charts na semana de 10 de novembro de 1996, permanecendo nessa posição por uma semana e um total de 9 semanas na. Na Itália, alcançou a quinta posição. "You Must Love Me" atingiu o pico do número 4 na Finlândia e também alcançou o número 21 na Irlanda, onde permaneceu por duas semanas. Na Alemanha, tornou-se um dos singles mais baixos da Madonna, chegando ao número 78.

### Tabelas semanais
| Tabela musical (1996)               | Melhor posição |
| ----------------------------------- | -------------- |
| Alemanha (GfK Entertainment Charts) | 78             |
| Austrália (ARIA Charts)             | 11             |
| Bélgica (Ultratop de Flandres)      | 50             |
| Canadá (RPM Single Chart)           | 11             |
| Escócia (OCC)                       | 9              |
| Estados Unidos (Adult Contemporary) | 15             |
| Estados Unidos (Adult Top 40)       | 23             |
| Estados Unidos (Billboard 100)      | 18             |
| Estados Unidos (Mainstream Top 40)  | 23             |
| Europa (European Hot 100 Singles)   | 29             |
| Finlândia (IFPI Finlândia)          | 4              |
| França (SNEP)                       | 41             |
| Itália (FIMI)                       | 5              |
| Irlanda (IRMA)                      | 21             |
| Islândia (Íslenski Listinn Topp 40) | 26             |
| Itália (FIMI)                       | 2              |
| Reino Unido (UK Singles Chart)      | 10             |
| Suécia (Sverigetopplistan)          | 49             |
| Suíça (Schweizer Hitparade)         | 43             |

| Tabela musical (1996)              | Posição |
| ---------------------------------- | ------- |
| Estados Unidos (Billboard Hot 100) | 99      |

| Região                                         | Certificação | Vendas   |
| ---------------------------------------------- | ------------ | -------- |
| Estados Unidos (RIAA)                          | Ouro         | 500,000^ |
| ^distribuições baseadas apenas na certificação |              |          |